# Roger Hotermans
Roger Hotermans, né le 5 juillet 1950 à Stembert est un homme politique belge wallon, membre du PRL-FDF.
Il est licencié en droit et avocat; officier de réserve. 

## Fonctions politiques
- Ancien échevin de Verviers.
- Conseiller communal de Verviers.
- Député fédéral belge :
  - du 21 mai 1995 au 5 mai 1999.

## Distinctions
- Chevalier de l'Ordre de la Couronne